# Абеше
Абеше́ (Абешир; фр. Abéché, араб. أبشي) — місто на сході Чаду, четверте за кількістю населення місто країни. Центр регіону Вадаї і департаменту Вара.

## Населення
Населення міста становить 75 855 осіб (2006; 32 тис. в 1976, 28 тис. в 1912, 6 тис. в 1919).

## Історія
Абеше був заснований у 1850 році як нова столиця мусульманського султанату Вадаї за 100 км південніше старої столиці Вари після того, як вона почала занепадати через надмірне використання довколишніх земель і вже не могла підтримувати велике населення. Місто знаходилося на караванному шляху з Хартума через Кордофан і Дарфур до областей довкола озера Чад, де відбувалася активна работоргівля. Абеше було столицею султанату до його завоювання французами в 1911-12 роках. У ті часи це було найбільше місто на території сучасного Чаду, однак у 1919 внаслідок епідемії населення дуже скоротилося.

## Пам'ятки
Серед вартих уваги пам'яток міста — ринок, дві мечеті, церква, центральна площа Незалежності, султанський палац.

## Транспорт
Неподалік від міста є невеликий аеропорт (код IATA: AEF; ICAO: FTTC), звідки виконуються щотижневі рейси до столиці Чаду Нджамени.

## Економіка
Абеше — важливий центр торгівлі яловичиною для довколишнього скотарського регіону, також значна торгівля фініками, сіллю, індиго і продукцією місцевих ткачів. В Абеше існує відділення поштової служби, лікарня і школа; в грудні 2003 відкрився Університет імені Адама Барки.

## Сучасні події
25 листопада 2006 року місто було захоплено Союзом сил демократії, повстанською організацією, яка прагнула скинути президента Чаду Ідріса Дебі; вночі повстанці пограбували місто. У той же день сусіднє місто Більтин було захоплено іншою повстанською групою, Об'єднанням демократичних сил. Наступного дня повстанці були вибиті з обох міст урядовими військами.
У жовтні 2007 у зв'язку зі скандалом довкола міжнародної благодійної організації «Зоїв ковчег». 25 жовтня в Абеше була затримана група європейців — працівники організації, журналісти і екіпаж чартерного літака — звинувачених у незаконному вивозі дітей з країни.

## Клімат

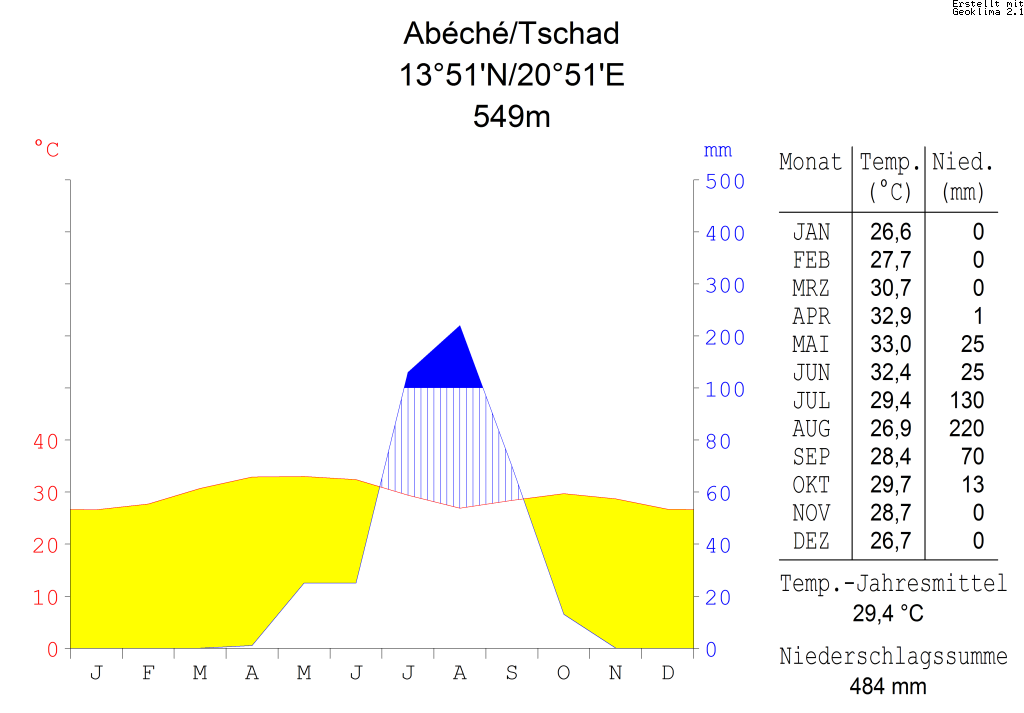
Кліматична діаграма Абеше

## Галерея

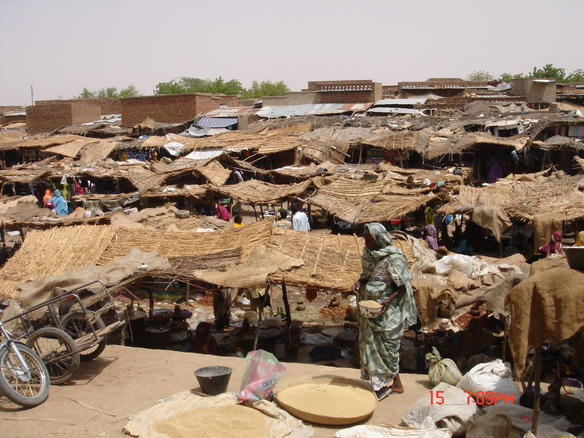
Ринок в Абеше
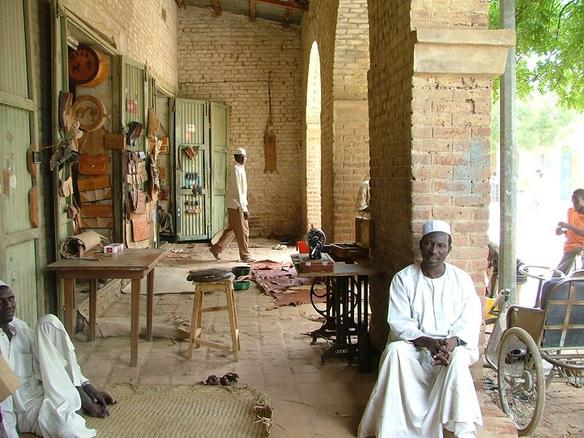
Шкіряна крамниця в Абеше